# Cardiospermum cristobaliae
Cardiospermum cristobaliae är en kinesträdsväxtart som beskrevs av Ferrucci & Urdampill.. Cardiospermum cristobaliae ingår i släktet ballongrankor, och familjen kinesträdsväxter. Inga underarter finns listade i Catalogue of Life.